# Choquinhos à algarvia

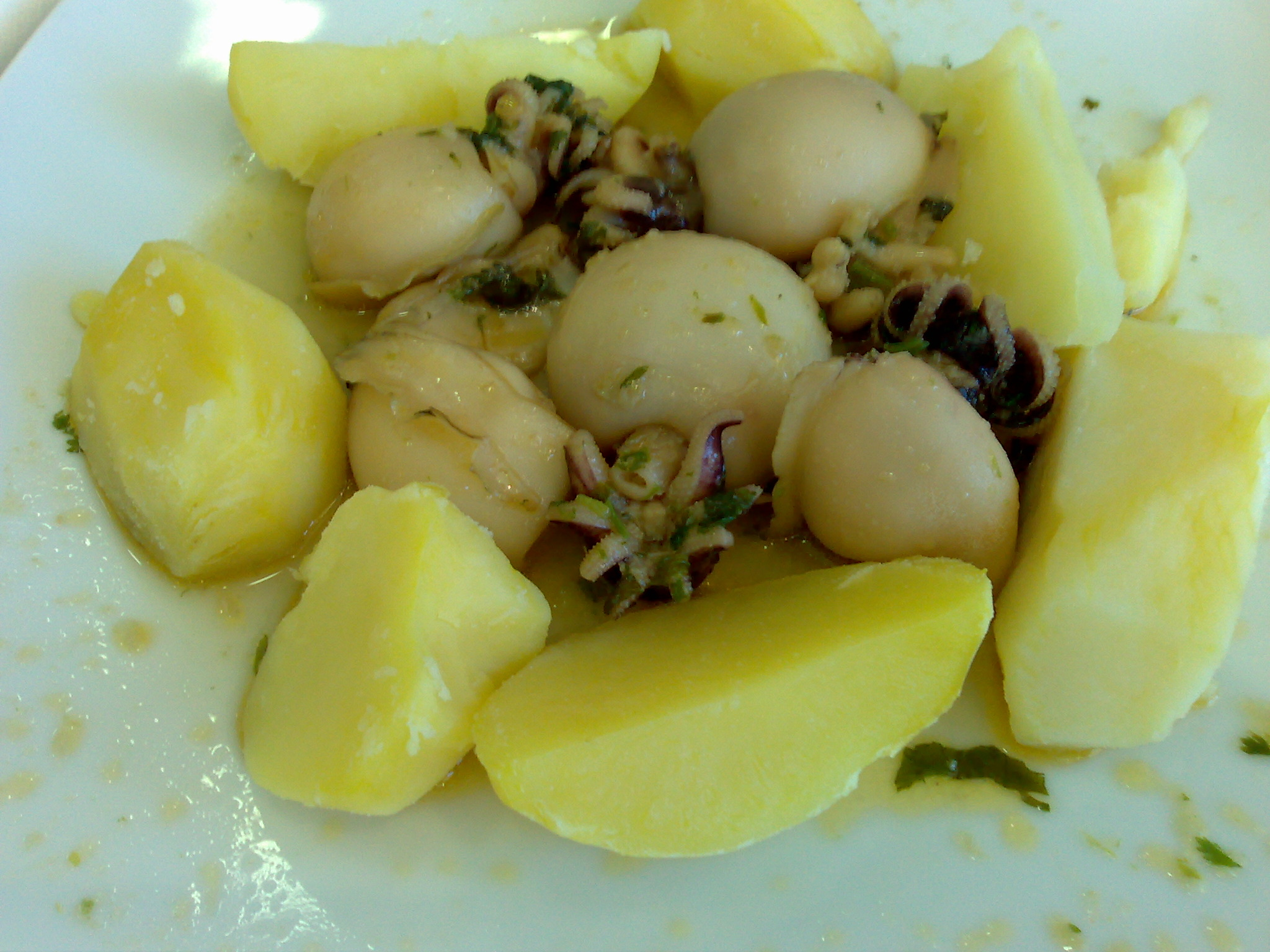
Choquinhos à algarvia

Choquinhos à algarvia é um prato típico da região do Algarve, em Portugal.
Tal como o nome sugere, trata-se de um prato preparado com chocos pequenos. Para além deste ingrediente principal, pode incluir cebola, alho, azeite, colorau, coentros, vinho branco e pimenta.
Normalmente é acompanhado com batatas cozidas mas também pode ser acompanhado com batatas fritas.
O prato é preparado numa frigideira, sendo os alhos esmagados e usados inteiros, com pele.